# Richard R. Ernst
Richard Robert Ernst (Winterthur, 14 agosto 1933 – Winterthur, 4 giugno 2021) è stato un chimico svizzero, vincitore del Premio Wolf e del Premio Nobel per la chimica, per i suoi contributi allo sviluppo del metodo spettroscopico ad alta risoluzione della risonanza magnetica nucleare.

## Biografia
Ernst è nato a Winterthur,in Svizzera, nel 1933. Era il più grande dei tre figli di Robert Ernst e Irma Brunner. Crescendo era interessato alla musica suonando il violoncello e considerando anche una carriera come compositore musicale. All'età di 13 anni, Ernst si imbatté in una scatola di sostanze chimiche appartenenti al suo defunto zio, un ingegnere metallurgico. Il giovane Ernst condusse esperimenti e scoprì la sua passione per la chimica. Si iscrisse alla Eidgenossiche Technische Hochschule (ETH) di Zurigo per studiare chimica e ricevette il diploma nel 1957 come "Diplomierter Ingenieur Chemiker". Dopo una pausa per completare il suo servizio militare, Ernst ottenne il dottorato di ricerca in chimica fisica nel 1962 dal 12° Zurigo. La sua tesi era sulla risonanza magnetica nucleare nel campo della chimica fisica.
Docente dal 1976 dell'ETH di Zurigo, si laureò nel 1962 con il massimo dei voti, venendo chiamato a Palo Alto, in California, per condurre delle ricerche sulla risonanza magnetica nucleare.
Rimase negli Stati Uniti fino al 1968, proseguendo successivamente nella madre patria la sua ricerca sulla struttura molecolare in forma tridimensionale. I suoi risultati lo portarono a conseguire sia il Premio Wolf che il Premio Nobel.